# Cantón de Condat
El cantón de Condat era una división administrativa francesa, que estaba situada en el departamento de Cantal y la región de Auvernia.

## Composición
El cantón estaba formado por nueve comunas:
- Chanterelle
- Condat
- Lugarde
- Marcenat
- Marchastel
- Montboudif
- Montgreleix
- Saint-Amandin
- Saint-Bonnet-de-Condat

## Supresión del cantón de Condat
En aplicación del Decreto nº 2014-149 de 13 de febrero de 2014, el cantón de Condat fue suprimido el 22 de marzo de 2015 y sus 9 comunas pasaron a formar parte del nuevo cantón de Riom-ès-Montagnes.